# Pädagogisches Institut der Stadt Wien

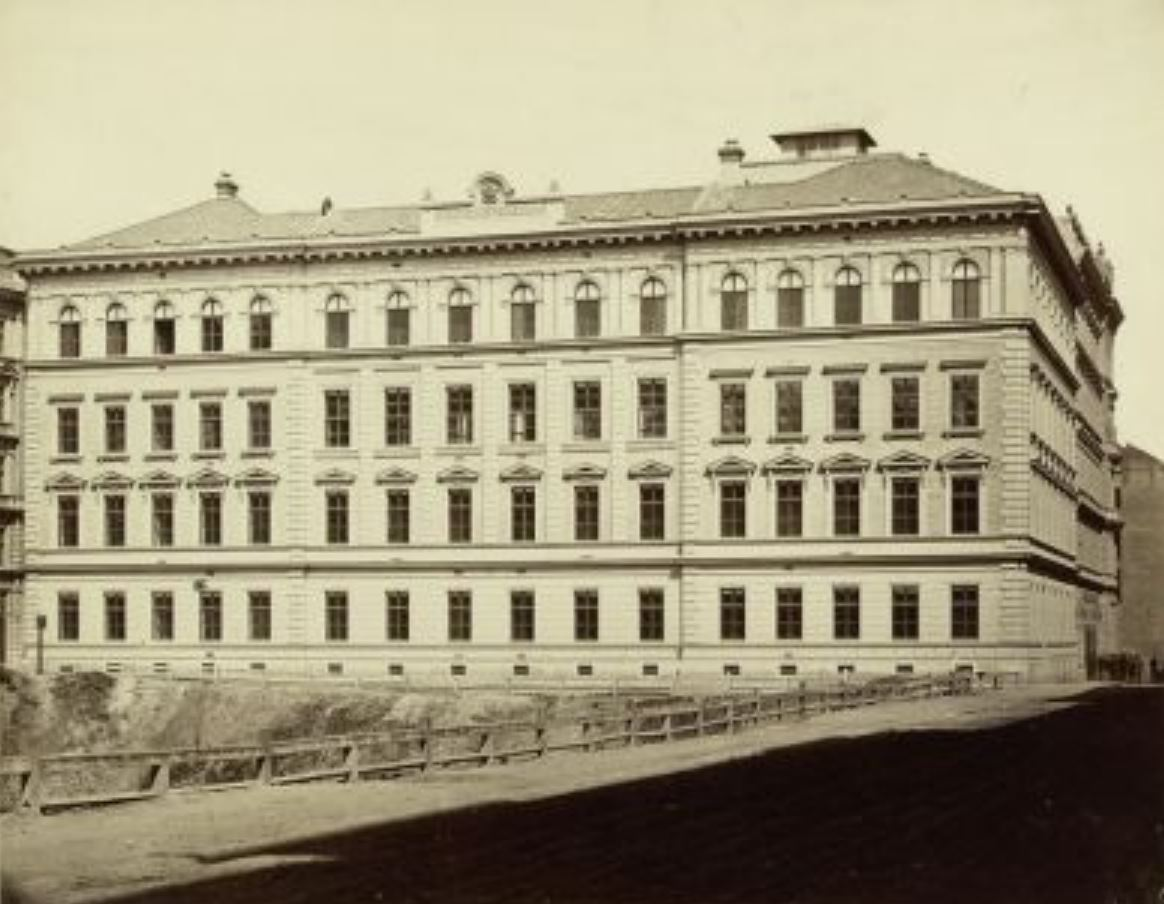
Pädagogium, Fichtegasse 3, um 1870

Das Pädagogische Institut der Stadt Wien war eine Ausbildungsstätte für Lehrer in der Stadt Wien. Es wurde am 13. Jänner 1923 von Otto Glöckel eröffnet und 2007 abgeschafft.

## Geschichte
Die Wiener Lehrerbildungsanstalt, das Städtische Lehrer-Pädagogium, wurde am 12. Oktober 1868 eröffnet und erhielt durch das Reichsvolksschulgesetz vom 1. März 1869 die gesetzliche Grundlage. Das Pädagogium wurde an der Fichtegasse 3 errichtet und 1925 durch das Pädagogische Institut der Stadt Wien ersetzt.
Das Pädagogische Institut führte Lehrerfortbildungen zur Vorbereitung auf die Lehrbefähigungsprüfung für Volksschulen und die Prüfung für die einzelnen Fachgruppen der Bürgerschulen durch und bot Kurse für die Ergänzungsprüfung an Mittelschulen an. Zu Beginn des Studienjahres 1925/26 wurden unter Direktor Viktor Fadrus, die drei bisherigen Standorte im Schulgebäude Burggasse 14–16 zusammengezogen, was eine Ausweitung des Studienbetriebs ermöglichte.

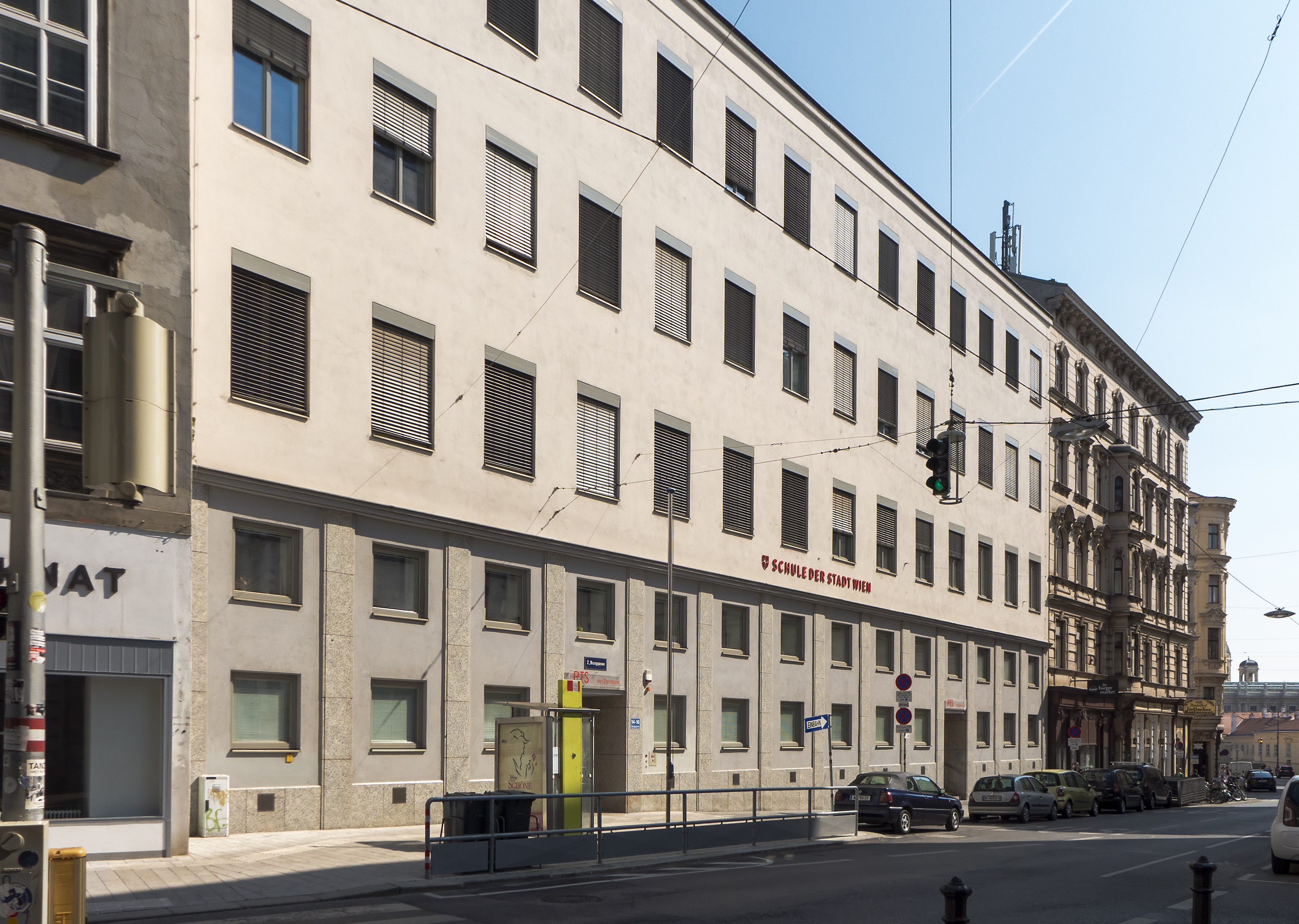
Burggasse 14–16, Wien

Von 1925 bis 1930 wurden in Zusammenarbeit mit der Universität Wien hochschulmäßige, akademische Lehrerbildungskurse durchgeführt. Zu den Dozenten gehörten Alfred Adler (1920 bis 1929), Max Adler, Charlotte Bühler, Karl Bühler, Wilhelm Jerusalem und Hans Kelsen (WS 1926/27). Am Institut wurden die Lehrer im Rahmen der Wiener Schulreform in die Theorie der Individualpsychologie eingeführt. Die Vorträge und Demonstrationen Alfred Adlers erschienen in seinen Schriften Individualpsychologie in der Schule – Vorlesungen für Lehrer und Schüler (1929) und Die Technik der Individualpsychologie. Zweiter Teil: Die Seele des schwererziehbaren Schulkindes (1930).
Bekannte Schüler des Instituts waren Ludwig Wittgenstein (1919/20) und Karl Popper (1925 bis 1927), die sich dort zum Volksschullehrer ausbilden ließen.
Zum Institut gehörten auch die Pädagogische Zentralbücherei mit der neuesten Reformliteratur und eine Institutsschule zur Erprobung und Fortentwicklung der pädagogischen Theorie und Praxis. Seit dem Umbau von 1959 verfügte das Schulgebäude über 14 kleinere und einen großen Hörsaal für 300 Personen, eine als Festsaal ausgestaltete Aula, mehrere Lehrwerkstätten, Laboratorien und einen Turnsaal.
Das Pädagogische Institut bestand bis 2007 und wurde im gleichen Jahr durch die Pädagogische Hochschule Wien ersetzt. Die Bestände der Zentralbücherei wurden von der Wienbibliothek im Rathaus übernommen.

## Lehrtätigkeit
Das Pädagogische Institut wurde von Glöckel mit dem Ziel einer hochschulmäßigen Lehreraus- und Lehrerfortbildung eingerichtet. Sie hatten unter anderem den Zweck die Anliegen der Wiener Schulreform voranzubringen und ihnen eine Breitenwirkung zu geben.
Ferdinand Birnbaum übernahm im Wintersemester 1929/30 die Vorlesung „Schwererziehbare Schulkinder“ von Alfred Adler, die er seit 1924 durchgeführt hatte. Mit weiteren Vorlesungen konnte er bis 1934 Lehrern die Theorie und Praxis der individualpsychologischen Schulführung vorstellen, wobei er den vielfältigen pädagogischen Alltag als Ausgangspunkt von Analysen nahm.
Diese Vorlesungstätigkeit wurde nach dem Zweiten Weltkrieg ab 1945 wieder aufgenommen und weiter ausgebaut. Nach der elf Jahre dauernden Abkehr von der Wiener Schulreform bestand ein großes Bedürfnis der Lehrerschaft sich mit psychologischen und pädagogischen Fragen auseinandersetzen zu können. Hunderte begeisterte Lehrer drängten sich zu den Vorlesungen, Seminaren und Übungen.
Besondere Beachtung fanden die bekannten Schulpraktiker aus der Zeit der Wiener Schulreform Oskar Spiel, Ferdinand Birnbaum, Karl Nowotny und Margarethe Hofbauer mit ihrem viersemestrigen „Individualspychologische Seminar“ von 1946 bis 1952 sowie das anschließende viersemestrige interdisziplinäre Seminar „Ausbildung für Erziehungsberater“, das unter anderen von Walter Spiel, Knut Baumgärtel, Lotte Schenk-Danzinger durchgeführt wurde. Das Seminar wurde gemeinsam mit der Universitätsklinik für Neurologie bis 1960 durchgeführt.
Parallel zur Erziehungsberaterausbildung lehrten Oskar Spiel und Franz Scharmer schulpraktische und individualpsychologische Inhalte. Die nach dem Zweiten Weltkrieg viel diskutierte Erziehung zur Demokratie behandelte Spiel in Vorlesungen über die „Schülerselbstverwaltung“ von 1945 bis 1947. Diese erweiterte er danach in Lehrveranstaltungen über „Die Klasse als Verwaltungs-, Aussprache- und Hilfeleistungsgemeinschaft“. Daneben führte er bis 1956 Vorlesungen zu Themen wie „Erfassung der Schülerpersönlichkeiten“ und „Lern- und verhaltensschwierige Kinder“ durch.
Nachdem Oskar Spiel 1957 in den Ruhestand getreten war, bot das Institut keine individualpsychologischen Vorlesungen mehr an.

## Direktoren
- Friedrich Dittes, Pädagogium 1868–1881
- Rudolf Hornich, Pädagogium 1905–1918, reorganisierte das Pädagogium und schuf in Verbindung dazu die „Lehrerakademie“
- Viktor Fadrus, 1922–1934
- Carl Furtmüller, 1947–1951
- Hermann Schnell, 1951–1969

## Bekannte Lehrende (Auswahl)
- Ewald Felber, Musikpädagoge, 1987–1995
- Carl Furtmüller, Pädagoge und Psychologe, 1925–1934
- Odomar Gugenberger, Geologe, 1927–1945
- Hans Handl, Lehrer und Politiker. ab 1946
- Anna Lechner, Musikpädagogin, ab 1924, 1949 Professorin
- Franz Maschka (1909–1986), Ausbildner von Sprachheillehrern
- Josef Neumair, Germanist und Gräzist
- Ewald Schild, Biologe
- Hans Sommert, 1847–1923, Germanist und Schulrat
- Otto Willmann, 1868–1872 Leiter der Übungsschule am Pädagogium

## Bekannte Studenten (Auswahl)
- Sylvia Bayr-Klimpfinger, Professorin für Psychologie, 1927–1929
- Viktor Fadrus (Sohn), Pädagoge und Schulreformer, bis 1922
- Emma Geist, Schriftstellerin, 1961–1962
- Hans Handl
- Lotte Schenk-Danzinger, Professorin für Psychologie
- Irene Sponner, Bürgerschullehrerin, studierte am Pädagogium
- Wilhelm Stemmer, Lehrer